# Південний Вазиристан
Південний Вазиристан (урду جنوبی وزیرستان), (англ. South Waziristan) — агенція Федерально керованих територій Ісламської Республіки Пакистан зі столицею в місті Вана. Площа — 6 619 км². Населення — 429 841 осіб (1998)

## Історія
Південний Вазиристан — малонаселене агентство, де проживають племена. Це оплот руху «Талібан» у Пакистані, бойовики якого використовують цей район як бази для здійснення нападів по всій країні. У 2009 чисельність терористів в цьому агентстві оцінювалася в 10 000 осіб.
17 жовтня 2009 пакистанська армія почала наступ в регіоні з метою відновити конституційний контроль та вибити талібів зі своєї території. У даній військовій операції брали участь 28 000 солдатів. Пакистанський уряд активно заохочував місцеві племена для участі в боях з талібами.
12 грудня 2009, прем'єр-міністр Юсуф Реза Гілані оголосив про перемогу Пакистану в Південному Вазиристані. Також було повідомлено про те, що зачистка території від бойовиків триватиме.
21 січня 2010 пакистанські військові зробили заяву, що буде потрібно ще від шести місяців до одного року, щоб повністю очистити Південний Вазиристан від терористів.